# さわって
『さわって』は、2010年1月13日に発売されたシンガーソングライター、藤田麻衣子の3枚目のオリジナルフルアルバム。

## 概要
- 前作『二人の彼』から1年3ヶ月ぶりとなる13曲入りアルバム。
- amazon.co.jp限定盤としてライブ・アルバムとフォトダイアリー（PC上で再生可）CDが入った3枚組（定価3,700円）も同時発売された[2]。
- メッセサンオーガールズでは店頭特典としてB5判メッセージカードが付いてきた。

## 収録曲

### DISC1
全曲作詞・作曲：藤田麻衣子
1. 君が呼ぶのなら
編曲：Steve Good
2. 弱虫  
編曲：Steve Good
3. ずっと続いていくもの  
編曲：時乗浩一郎
4. 写真  
編曲：時乗浩一郎
5. パンジー  
編曲：山本清香、時乗浩一郎
6. 土曜日、ゆずらない私  
編曲：Steve Good
7. 友達  
編曲：Steve Good
8. あなたが教えてくれたこと  
編曲：時乗浩一郎
9. 向かい風  
編曲：Steve Good
10. あなたを待つ夜  
編曲：Steve Good
11. ロータリー  
編曲：Steve Good
12. 触って 
編曲：藤田麻衣子
13. あなたは幸せになる  
編曲：時乗浩一郎
4thシングル。

### DISC2（amazon.co.jp限定盤のみ）
2009年5月30日に九段会館で行われたライブ音源を収録。
1. あなたが私の頬に触れるとき
2. 水風船
3. 夜明け前、君と
4. 二人の彼
5. 守りたい人
6. 横顔~わたしの知らない桜~
7. Girls Shopping
8. 未来を
9. 目覚まし時計
10. 恋に落ちて
11. 君が手を伸ばす先に
12. 環状8号線
13. 運命の人
14. ただいま
15. あなたは幸せになる